# جان نورمینگتون
جان نورمینگتون (انگلیسی: John Normington؛ ‏ ۲۸ ژانویهٔ ۱۹۳۷ – ۲۶ ژوئیهٔ ۲۰۰۷) بازیگر اهل بریتانیا بود.
از فیلم‌ها یا برنامه‌های تلویزیونی که وی در آن نقش داشته‌است، می‌توان به رؤیای شب نیمه تابستان، رولربال، تماس مدوسا، سی و نه پله، تاوان و پوآرو اشاره کرد.